# We Could Be the Same
We Could Be the Same – singel tureckiego zespołu muzycznego maNga wydany cyfrowo 3 marca 2010 roku i fizycznie 20 maja 2010 roku, a także na trzeciej płycie studyjnej grupy zatytułowanej e-akustik z 2012 roku. Utwór został napisany przez napisany przez członków zespołu (Yağmura Sarıgüla i Fermana Akgüla) oraz Evrena Özdemira i Fionę Movery Akinci.
W 2010 roku utwór reprezentował Turcję podczas 55. Konkursu Piosenki Eurowizji organizowanego w Oslo. 27 maja utwór został zaprezentowany przez zespół w drugim półfinale widowiska i z pierwszego miejsca awansował do finału, w którym zajął ostatecznie drugie miejsce ze 170 punktami na koncie, w tym m.in. z maksymalnymi notami 12 punktów od Azerbejdżanu i Chorwacji.

## Lista utworów
CD maxi-single
1. „We Could Be the Same” (Brussels) – 3:04
2. „We Could Be the Same” (Istanbul) – 3:03
3. „We Could Be the Same” (Stockholm) – 3:37
4. „We Could Be the Same” (Gooseflesh Radio Edit) – 3:42
5. „We Could Be the Same” (Gooseflesh Extended Remix) – 4:45

- Teledysk do „We Could Be the Same” – 3:37

CD maxi-single (edycja specjalna)
1. „We Could Be the Same” (Brussels) – 3:04
2. „We Could Be the Same” (Istanbul) – 3:03
3. „We Could Be the Same” (Stockholm) – 3:37
4. „We Could Be the Same” (Brussels) [Instrumental] – 3:02
5. „We Could Be the Same” (Istanbul) [Instrumental] – 3:03
6. „We Could Be the Same” (Stockholm) [Instrumental] – 3:35

## Notowania na listach przebojów
| Kraj            | Lista (2010)   | Najwyższe miejsce |
| --------------- | -------------- | ----------------- |
| Szwecja         | Singles Top 60 | 29                |
| Szwajcaria      | Singles Top 75 | 56                |
| Turcja          | Singles Chart  | 1                 |
| Wielka Brytania | Singles Chart  | 129               |